# Gonzalo Villar
Gonzalo Villar del Fraile (Murcia, 23. ožujka 1998.) španjolski je nogometaš koji igra na poziciji veznog igrača. Trenutačno igra za Dinamo Zagreb.

## Klupska karijera
Villar je igrao u mlađim momčadima Elchea i Valencije, a zatim i u drugim momčadima oba kluba. Elche ga je treći put angažirao u srpnju 2018., samo ovaj put za prvu momčad. Prije toga, odigrao je 35 utakmica u Segunda Divisiónu u sljedećoj godini i pol.
Villar je zamijenio Elche za Romu u siječnju 2020. Kao rezultat toga, debitirao je na najvišoj razini u veljači 2020., tijekom utakmice u Serie A protiv Sassuola. Te sezone također je debitirao u Europskoj ligi. Villar je u prvih šest mjeseci u Italiji uglavnom bio zamjena, ali je u sezoni 2020./21. bio u početnoj postavi više od dvadeset puta. 
Kada je trenera Paula Fonsecu u svibnju 2021. naslijedio José Mourinho, njegove šanse za minutažu nestale su. Nakon šest mjeseci bez minute u Serie A, Roma je posudila Villara Getafeu u siječnju 2021., Sampdoriji u kolovozu 2022. i ponovno Getafeu u siječnju 2023. Ovdje je ponovno dobio priliku igrati. Villar je napustio Rim u kolovozu 2023. i potpisao četverogodišnji ugovor s Granadom, koja je prethodne sezone promovirana u La Ligu.

## Reprezentativna karijera
Villar je bio dio španjolske reprezentacije do 21 godine, s kojom je izborio polufinale Europskog prvenstva do 21 godine 2021. Za španjolsku nogometnu reprezentaciju debitirao je 8. lipnja 2021. Izbornik Luis de la Fuente tada mu je dao mjesto u početnoj postavi u prijateljskoj pobjedi od 4:0 protiv Litve.